# 苏州中心广场
苏州中心广场，为中国江苏省苏州工业园区的一处超大型城市综合体，共有10个地块，由7栋100米至220米的副塔楼和2栋超高层主塔楼（729米南塔和460米北塔）以及1座未来之翼购物中心（苏州中心商场）构成，围绕着东方之门形成超大型建筑群。

## 历史
2017年11月11日其中7栋副塔楼以及苏州中心商场投入使用，2栋主塔目前待建。2014年开建的南塔（中南中心）规划729米，2015年完成桩基工程后停工至今，北塔规划460米，仍未拍地该项目建成后成为中国规模最大的整体开发城市综合体、规模最大的整体开发地下空间、规模最大的空中生态花园。中南中心将成为世界第二高楼（低于）。项目整体占地21.1公顷，净地面积13.9公顷，总建筑面积约182万平方米，其中地上建筑面积130万平方米、地下建筑面积52万平方米。苏州轨道交通1号线、3号线贯穿了整个项目。
苏州中心广场南塔最初规划为510米，后变更为780米，之后又变更为729米，最新计划为499米。中南中心（南塔）于2012年拍地，2013年奠基，2014年开工，2015年4月4日完成桩基工程，目前仍停工中，曾计划在2021年竣工。2019年9月30日，中南建设发布公告称，公司拟以现金44，114.03万元向控股股东中南控股集团有限公司转让公司持有的苏州中南中心投资建设有限公司100%股权。
由于中国大陆2018年暗中推出超高层500米限高政策，自从632米的中国第一高楼上海中心大厦从2016年竣工后中国内地的500米以上（尤其是600米以上）在建摩天大楼几乎都因为航空问题或者其他原因而被迫限高或停工，包括已被叫停的长沙天空城市（原定838米）、已被限高至592米的深圳平安国际金融中心（原定660米）、已被限高至475米的武汉绿地中心（原定636米）以及已搁置的苏州中南中心（原定729米）等，为此，有阴谋论者认为这些建筑被迫限高是为了保护上海中心大厦的中国第一高楼的名誉。